# گوهئی

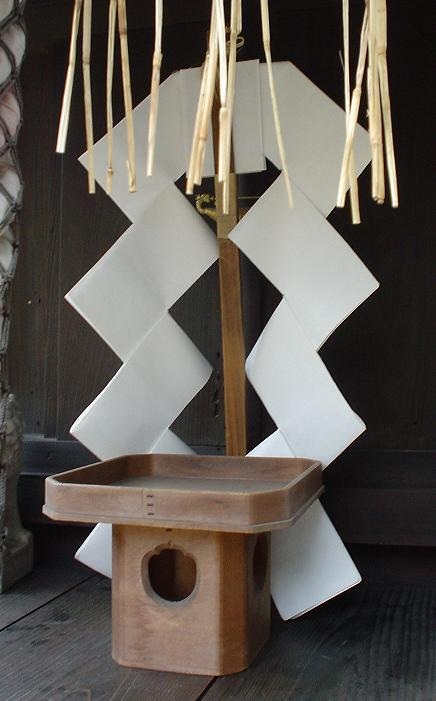
گوهئی در جلوی یک معبد شینتویی

گوهئی (به ژاپنی: 御幣 Gohei) یک ترکهٔ چوبی با دو نوار کاغذی شید (شینتو) در دو طرف آن است که در نقطه مرکزی جلوی در محفظهٔ درونی یک معبد شینتویی قرار دارد. گوهئی یک هدیه سمبولیک به حضور کامی است که در عین حال به حضور کامی در اتاقک درون معبد دلالت دارد. معمولاً فقط یک گوهئی وجود دارد که رنگ کاغذ آن سفید است اما در بعضی از زیارتگاه‌ها چندین گوهئی دارند که هر کدام متعلق به یکی از کامی‌های مستقر در معبد است. رنگ کاغذ آن هم گاهی طلایی، نقره ای، قرمز، و آبی تیره است و ماده تشکیل دهنده آن نیز، در موارد متعددی به عوض کاغذ از جنس پارچه یا فلز است. اعتقاد بر این است که این ترکه چوبی، که کاغذی هم در شکاف انتهایی آن قرار داده شده‌است، از زمانی باقیمانده است که پارچه و لباس به همین صورت به زیارتگاه‌ها پیشکش می‌شد.
راهب حرم (کاننوشی) یا خدمتکاران دوشیزه (میکو) از گوهئی برای برکت دادن یا تقدیس شخص یا اشیا در آیین‌های مختلف شینتو استفاده می‌کنند. از گوهئی برای برخی از مراسم استفاده می‌شود، اما هدف اصلی پاکسازی یک مکان مقدس یا هر شیئی است که تصور می‌شود دارای انرژی منفی باشد.